# Separation Anxiety (ER)
Separation Anxiety is de elfde aflevering van het vijftiende seizoen van de televisieserie ER, die voor het eerst werd uitgezonden op 8 januari 2009.

## Verhaal
Twee broers worden gewond binnengebracht op de SEH, zij zijn beide neergeschoten tijdens een uit de hand gelopen drugsdeal. Ook wordt een neergeschoten vrouw binnengebracht, deze blijkt de schutter te zijn. De politie is nieuwsgierig naar de precieze gebeurtenissen. Als dr. Morris de vrouw wil helpen krijgt hij echter weinig medewerking van haar. Later ontdekt hij dat de vrouw in werkelijkheid een undercoveragente is en er ontstaat een klik tussen hen. 
Dr. Banfield en haar man besluiten om te proberen om een kind te krijgen op de natuurlijke manier. Als dit niet lukt, willen zij verder kijken bij een specialist in ivf.
Dr. Gates komt als laatste te weten dat Alex uit het ziekenhuis wordt ontslagen, dit maakt hem gefrustreerd en teleurgesteld in Taggart. Dit komt hun werkrelatie niet ten goede en uiten hun emoties tijdens hun werkzaamheden. Ondertussen probeert hij nog steeds de dakloze oorlogsveteraan te helpen. 
Dr. Rasgotra krijgt een dertienjarige patiënte met sikkelcelanemie die een operatie nodig heeft. Dit zorgt ervoor dat zij er serieus over nadenkt om zich te specialiseren in kinderchirurgie. 

## Rolverdeling

### Hoofdrollen
- Parminder Nagra - Dr. Neela Rasgrota
- John Stamos - Dr. Tony Gates
- Scott Grimes - Dr. Archie Morris
- Angela Bassett - Dr. Cate Banfield
- Courtney B. Vance - Russell Banfield
- Amy Aquino - Dr. Janet Coburn
- Gil McKinney - Dr. Paul Grady
- Shiri Appleby - Dr. Daria Wade
- Emily Rose - Dr. Tracy Martin
- Linda Cardellini - verpleegster Samantha Taggart
- Angel Laketa Moore - verpleegster Dawn Archer
- Louie Liberti - ambulancemedewerker Bardelli
- Justina Machado - Claudia Diaz
- Troy Evans - Frank Martin
- Tara Karsian - Liz Dade

### Gastrollen (selectie)
- Dorian Christian Baucum - Max Gonzalez
- Imani Hakim - Anastasia Johnson
- Robbie Jones - Jermaine Bennett
- Sterling Ardrey - Quincy Bennett
- Monique Daniels - Sheila Johnson
- Bradford Tatum - rechercheur Reitz
- Christopher Amitrano - politieagent Hollis
- Josh Drennen - politieagent Jones
- Demetrius Grosse - politieagent Newkirk